# Reichsrayongesetz

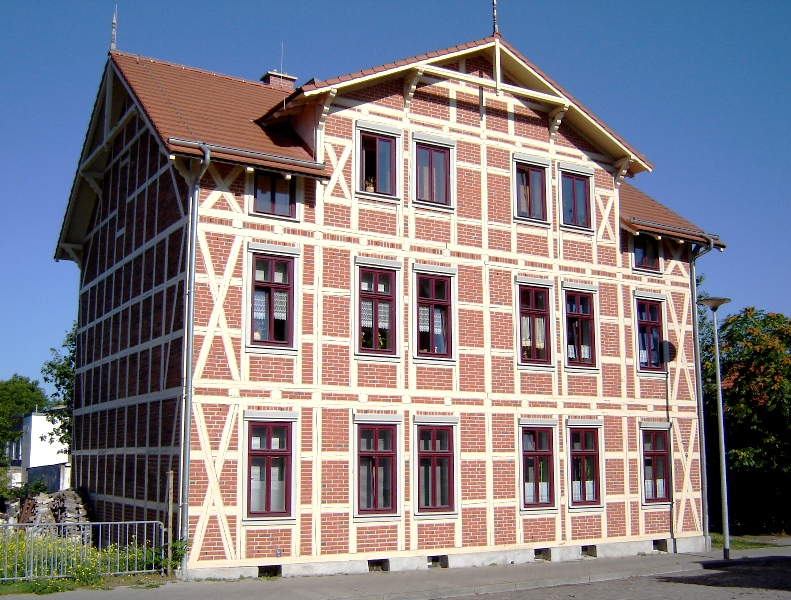
Rayonhäuser wie dieses in Magdeburg-Cracau waren eine Reaktion auf die Vorschriften des Reichsrayongesetzes

Das Gesetz, betreffend die Beschränkungen des Grundeigentums in der Umgebung von Festungen vom 21. Dezember 1871 (RGBl. S. 459), kurz Reichsrayongesetz, war eine baupolizeiliche Vorschrift des deutschen Kaiserreiches.
Das Reichsrayongesetz regelte, dass Grundstücke innerhalb eines bestimmten Abstandes von Festungen nicht oder nur eingeschränkt bebaut werden durften. Durch diese Regelung sollte gesichert werden, dass im Vorfeld von Festungsbauwerken freies Schussfeld für die Verteidiger herrschte und eine Annäherung des Gegners rechtzeitig erkannt werden konnte. Festungen waren von drei verschiedenen Festungsrayons umgeben, in denen die Beschränkungen mit der Entfernung zur Festung abnahmen.
Die Eigentümer der betroffenen Grundstücke wurden zwar nicht enteignet, aber erhielten für den Wegfall der Bebaubarkeit eine entsprechende Entschädigung. Gegen Entscheidungen war eine Berufung bei der Reichsrayonkommission möglich.
Hintergrund für die Entstehung des Gesetzes waren zum einen die Erfahrungen aus den Kriegen, die in der Mitte des 19. Jahrhunderts geführt worden waren. So hatten im Krimkrieg von 1854–55 (Belagerung von Sewastopol), im Deutsch-Dänischen Krieg von 1864 (Düppeler Schanzen) und im Deutsch-Französischen Krieg von 1870/71 (Sedan, Belfort, Metz) Festungen noch eine große Rolle gespielt. Zum anderen platzten die großen befestigten Städte wie Köln, Koblenz, Magdeburg oder Mainz wegen der Industrialisierung aus allen Nähten. So siedelten sich Industrie und Bevölkerung unmittelbar vor den Toren der Städte an und behinderten die übliche Verteidigung, die ein freies Schuss- und Sichtfeld vor den Befestigungen vorsah. Deshalb drängte insbesondere die Militärverwaltung auf eine entsprechende Regelung in den Bauvorschriften. In Preußen gab es bereits seit 1828 gesetzliche Rayon-Bestimmungen.
Bereits kurz nach der Verabschiedung des Gesetzes waren die Gründe für seine Einführung überholt. Die moderne Artillerie war zum einen in der Lage eine Beschießung auch von weit außerhalb des äußeren Rayons vorzunehmen. Zudem wurde die Feuerkraft so groß, dass nur noch lokale Bunker einem Beschuss standhalten konnten. Auf ziviler Seite wurde der wirtschaftliche Druck nach stadtnahen Flächen so groß, dass einzelne Festungen aufgehoben wurden und somit deren Umgebung nicht mehr unter das Reichsrayongesetz fiel. Außerdem entwickelten clevere Architekten so genannte Rayonhäuser, die billig zu bauen waren und sich innerhalb der vom Gesetz vorgegebenen Räumungszeiten abbauen ließen. Mit dem Versailler Vertrag von 1919, der das Schleifen aller deutschen Festungen vorsah, war die Rayongesetzgebung obsolet geworden. Das Gesetz, betreffend das Eingehen deutscher Festungen von 25. August 1924 (RGBl. I S. 693) hemmte dann die Anwendbarkeit des Reichsrayongesetzes.
Während der nationalsozialistischen Herrschaft wurde das Gesetz über die Beschränkung von Grundeigentum aus Gründen der Reichsverteidigung (Schutzbereichsgesetz) vom 24. Januar 1935 (RGBl. I S. 499) erlassen, das das Reichsrayongesetz außer Kraft setzte, aber von diesem inspiriert war. Anders als dieses sah das Schutzbereichsgesetz jedoch erhebliche Eingriffe und Enteignungsrechte vor. Während das Reichsrayongesetz noch die Abwägung zwischen militärischen Erfordernissen und Eigentumsrechten vornahm, ordnete das Schutzbereichsgesetz von 1935 die Rechte der Eigentümer den militärischen Wünschen unter.
Im bundesdeutschen Recht ist die Beschränkung von Grundeigentum für die militärische Verteidigung und ein etwaiger Entschädigungsanspruch im Schutzbereichgesetz geregelt.

## Prägende Anlagen aufgrund des Reichsrayongesetzes
- Festung Koblenz
- Festungsring Köln
- Festung Mainz
- Festung Magdeburg
- Bundesfestung Ulm